# Casa dei Grifi
La casa dei Grifi è un'antica abitazione romana sul colle Palatino, al di sotto dell'ala settentrionale del palazzo di Domiziano (in particolare del Larario), che la seppellì. Si tratta dell'esempio di casa di epoca repubblicana meglio conservato a Roma. Il nome deriva dalla decorazione a stucco di una lunetta con grifoni.

## Descrizione
La casa, che non doveva essere molto grande, venne tagliata dalle massicce fondazioni dei palazzi di Nerone e di Domiziano, ed oggi se ne vede solo una parte.
L'edificio venne costruito in opera incerta, con rifacimenti in opera quasi reticolata, è famoso per le pitture che lo decorano, databili tra la fine del II e l'inizio del I secolo a.C. (mentre la casa è più antica). Le parti migliori di queste decorazioni vennero staccate ed oggi sono conservate nell'Antiquarium del Palatino.
Tra i mosaici, una stanza rettangolare ha il pavimento decorato con al centro una zona quadrata con pietre e marmi policromi che costruiscono un disegno di cubi in prospettiva. Questa tipologia di decorazione si chiamava opus scutulatum, il più antico pervenutoci a Roma, che aveva come modello originario quello del tempio di Giove Capitolino, composto tra il 149 e il 146 a.C.; altri esempi sono stati rinvenuti a Pompei (tempio di Apollo e casa del Fauno) databili attorno al 120 a.C. In quel periodo infatti si assiste alla progressiva sostituzione pittorica di elementi strutturali, già usati nella decorazione parietale col più costoso stucco, con un maggior uso di elementi architettonici probabilmente desunti da vere architetture e forse influenzati dai pittori di scenografie. Questo stile dominò la decorazione in ambito romano fino agli ultimi decenni del I secolo a.C.

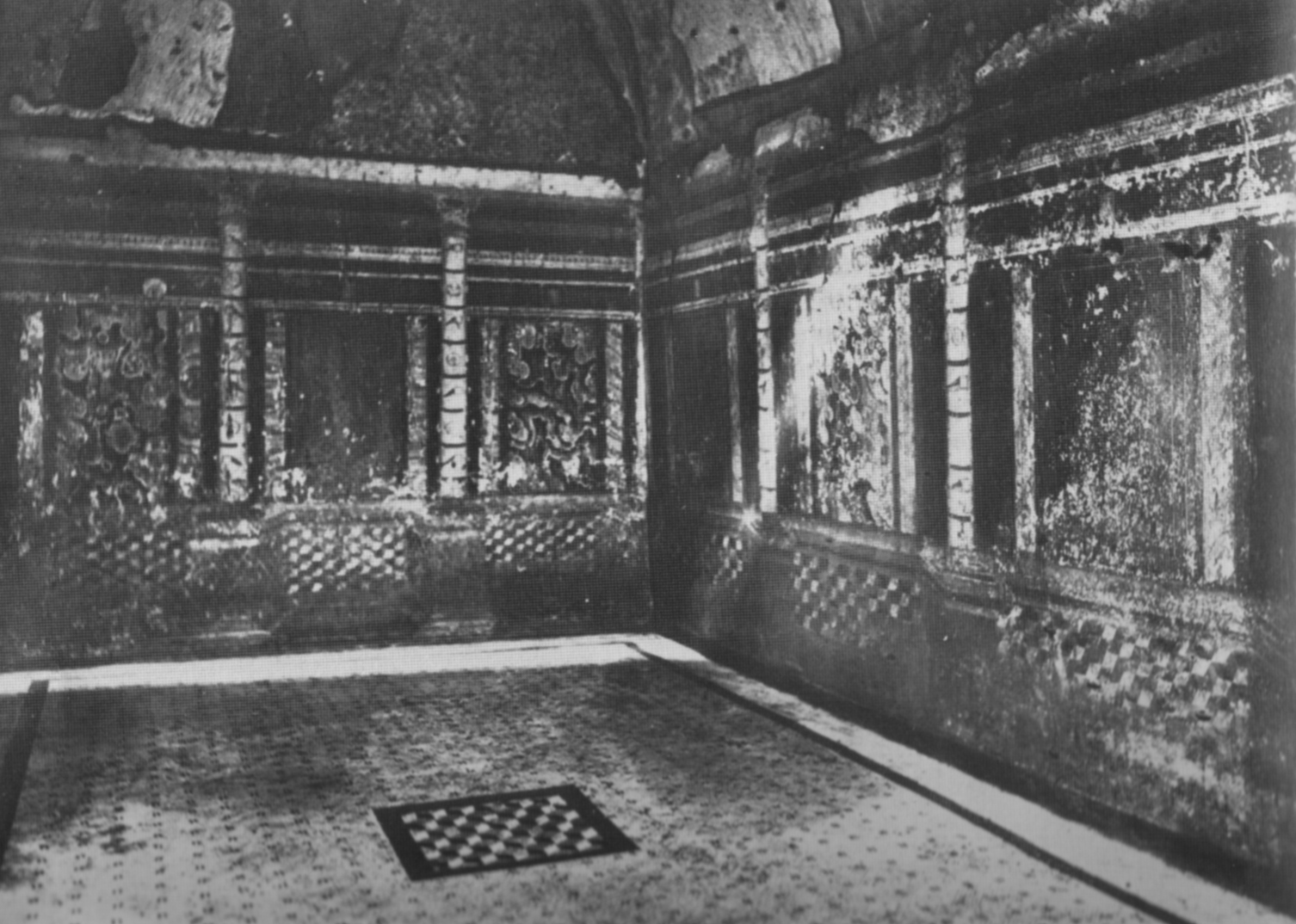
Casa dei Grifi

Anche le pitture della casa, in secondo stile, sono le più antiche pervenuteci di tale tipologia. La stanza con volta a botte è riquadrata in alto da lastre di onice, cipollino e porfido e conclusa da ortostati e una cornice con dentelli. Per la prima volta si incontra la rappresentazione di colonne illusionistiche, come se si staccassero dalla parete, appoggiate su un fittizio podio con scutulatum e dal quale si "staccano" in prospettiva le basi delle colonne stesse ornate da rombi su fondo scuro. Le colonne sono composte da rocchi a bugne, con capitelli compositi; esse sostengono un architrave della quale è dipinta anche la parte inferiore, secondo la visuale prospettica. Lo sfondo però non presenta ancora vedute prospettiche, come nelle più tarda Casa di Livia, ma riproduce invece la struttura del muro a blocchi, mutuata dal primo stile (anche se nel primo stile era eseguita stucco).
Le altre due stanze sono decorate con pitture nello stile strutturale, transizione dal primo stile priva dei rilievi a stucco. Al primo piano restano altre tracce dei pavimenti decorati a mosaico.